# Estadio George Capwell
Das Estadio George Capwell (voller Name: Estadio George Lewis Capwell) ist ein Fußballstadion in der ecuadorianischen Stadt Guayaquil. Der Fußballclub CS Emelec (Serie A) ist Eigentümer der Anlage und nutzt sie für die Heimspiele des Vereins. Das Stadion ist nach dem Gründer des Clubs, dem US-amerikanischen Unternehmer George Lewis Capwell, benannt. Der Bau liegt in der Stadt, inmitten von Wohnhäusern, in der Nähe des Río Guayas. Es trägt den Spitznamen La Caldera (deutsch Der Kessel). 

## Geschichte

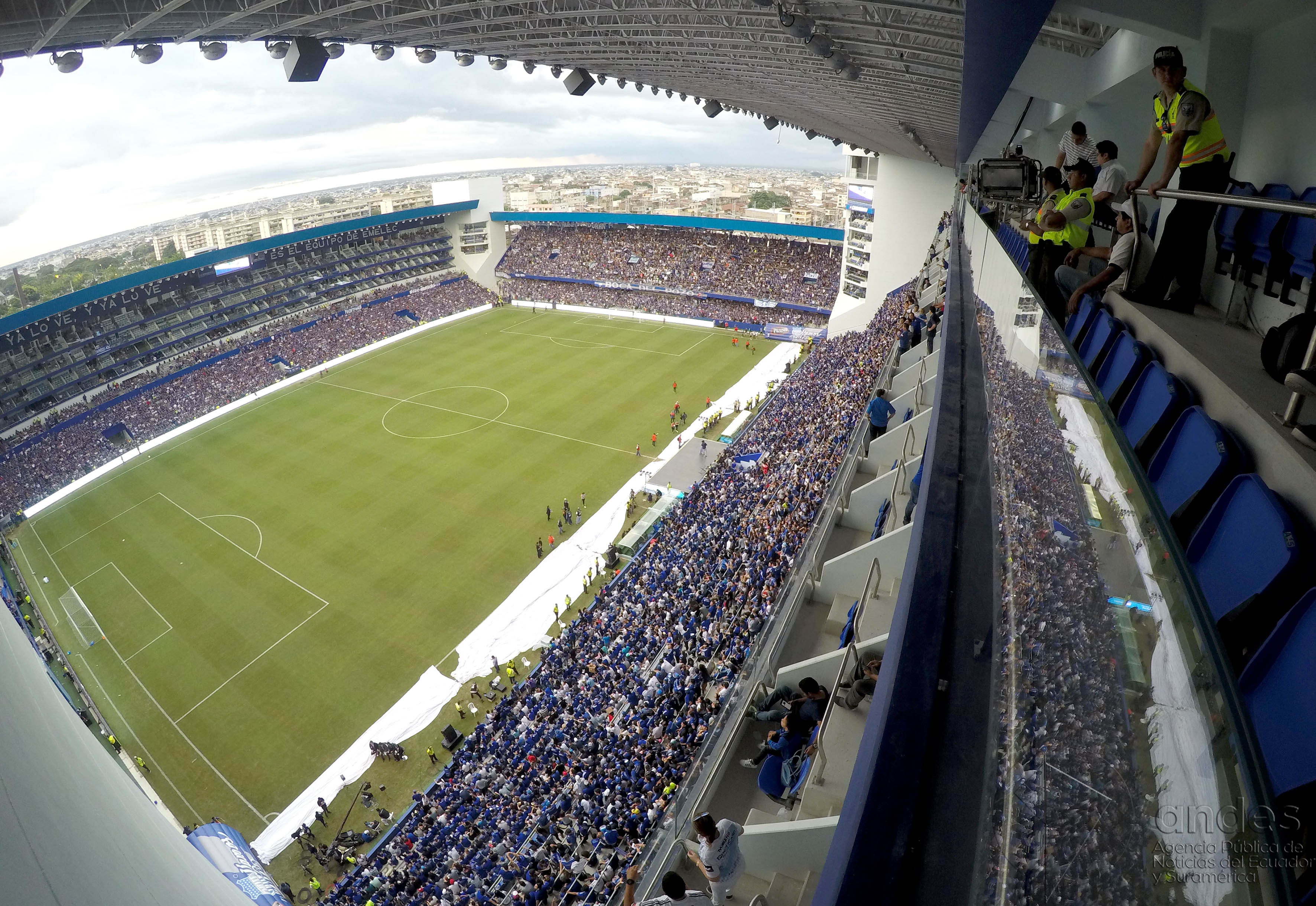
Blick in das enge Stadion und auf die Haupttribüne mit den Logen am 8. Februar 2017.

George Lewis Capwell war Direktor der Elektrizitätsgesellschaft Empresa Eléctrica del Ecuador (EMELEC), nachdem der Verein benannt ist. Er ist nicht nur Namensgeber, sondern auch Initiator des Stadionbaus. Im Dezember 1940 genehmigte die Stadt Guayaquil die Vermietung eines Grundstücks, mit einer Größe von vier Häuserblöcken, für den Neubau. Am 8. September 1942 schenkte der Stadtbezirk dem Verein das Gelände. Am 15. Oktober des Jahres gab der Nationalkongress von Ecuador seine Zustimmung für die Schenkung. Am 24. Juli 1943 wurde der Grundstein für die neue Heimstätte des CS Emelec gelegt. Nach rund 27 Monaten konnte die Eröffnung am 21. Oktober 1945 gefeiert werden. Der Bau kostete damals zwei Mio. Sucre. Ungewöhnlicherweise wurde die Anlage nicht mit einer Fußballpartie, sondern mit einem Baseballspiel eingeweiht. Das erste Fußballspiel kam am 2. Dezember 1945 zur Austragung. Der CS Emelec traf auf eine Auswahl von Manta-Bahía und gewann mit 5:4. Seine internationale Premiere feierte die Spielstätte bei der Campeonato Sudamericano 1947 (heute: Copa América). Vom 30. November bis zum 31. Dezember fanden alle 28 Spiele des Turniers im Estadio George Capwell statt.
In den nächsten Jahrzehnten tat sich baulich wenig im Stadion. In den späten 1970er Jahren war das Estadio George Capwell so verfallen, dass der Verein 1978 versuchte das Stadion zu verkaufen. Vier Jahre später nochmals, doch alle Versuche wurden von Fans, der Stadt und Journalisten verhindert. Erst 1989 begann eine umfangreiche Renovierung der Anlage. Dabei entstand eine neue Tribüne im Süden mit 150 Logen. Eine Zahl, die zur damaligen Zeit noch selten war. Die Sanierung lief bis in das Jahr 1991 und kostete 1,8 Mrd. Sucre. 1993 war das Estadio George Capwell ein Austragungsort der Copa América. 1999 wurde das Stadion durch einen doppelstöckigen Neubau im Osten, mit 32 Logen, ergänzt. Dies war ein weiterer Schritt das Stadion auf ein Platzangebot von 45.000 zu bringen. Von 2005 bis 2006 wurde eine neue Westtribüne mit 8.000 Stehplätzen errichtet.
Im Februar 2014 stellte der CS Emelec Pläne für einen eigenfinanzierten Umbau und Erweiterung des Stadions vor. Die Kosten werden auf 17 Mio. US-Dollar geschätzt. Da das Stadion von Straßen umgeben ist, bot sich nur wenig Möglichkeit einer flächenmäßigen Erweiterung der Spielstätte.  Das Hauptaugenmerk wurde auf einen Neubau der seit 1945 bestehenden Nordtribüne gelegt. Mit dem Abbruch des Zuschauerranges begann am 28. Januar 2015 der Umbau. Der Neubau im Norden wurde doppelstöckig mit Sitzplätzen angelegt und darüber liegen drei Reihen mit 124 Logen. Mit den zusätzlichen Logen im Norden soll die Zahl derer auf 304 steigen. Die Vermietung der Logen soll die Hälfte der Baukosten einbringen. Darüber hinaus wurden die Fassaden der anderen Ränge angeglichen, die Dächer, der Komfort für die Zuschauer sowie die Zugangswege verbessert. Am Ende des Umgestaltung soll das Estadio George Capwell 40.000 Plätze bieten.
Am 8. Februar 2017 wurde die umgebaute Heimstätte des Club Sport Emelec mit einer Partie gegen das US-amerikanische Fußball-Franchise New York City FC aus der Major League Soccer (MLS) offiziell vor 40.000 Zuschauern wiedereröffnet.